# Felice Albers
Felice Albers (Amstelveen, 27 de diciembre de 1999) es una jugadora neerlandesa de hockey sobre césped.

## Trayectoria
Albers participó por primera vez en los Juegos Olímpicos, en la edición de Tokio 2020, donde obtuvo la medalla de oro, al vencer a Argentina en la final. En París 2024 ganó el oro olímpico por segunda ocasión.
En 2022 fue elegida mejor jugadora del mundo.

## Palmarés
| Título           | Equipo                    | País                  | Año  |
| ---------------- | ------------------------- | --------------------- | ---- |
| Juegos Olímpicos | Selección de Países Bajos | Japón                 | 2020 |
| Juegos Olímpicos | Selección de Países Bajos | Francia               | 2024 |
| Mundial          | Selección de Países Bajos | España y Países Bajos | 2022 |